# Chrześcijaństwo na Tajwanie

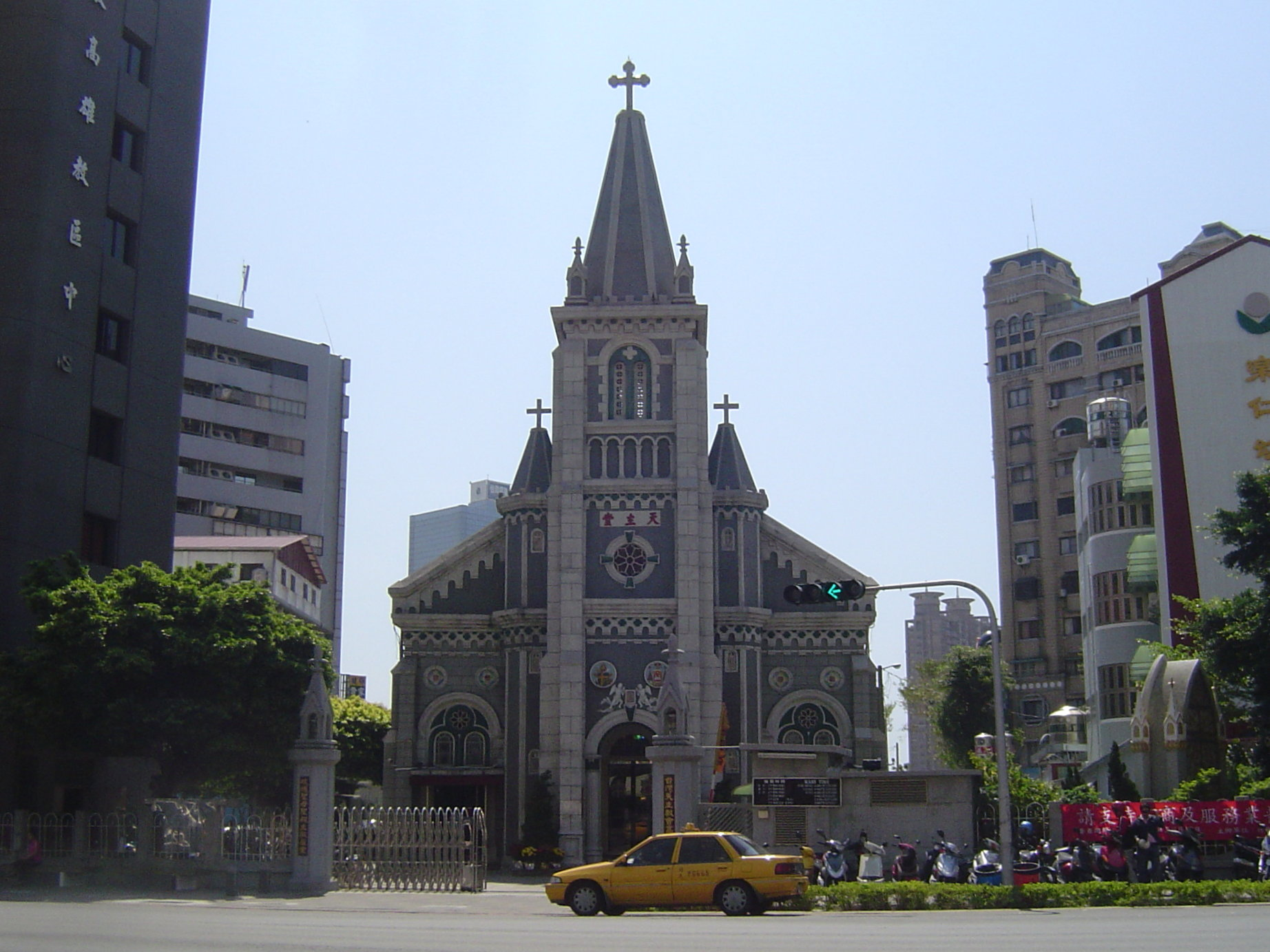
Katedra katolicka w Kaohsiungu

Chrześcijaństwo na Tajwanie – jedna z religii wyznawanych we współczesnej Republice Chińskiej. Chrześcijanie stanową trzecią pod względem liczby wiernych grupę wyznaniową na Tajwanie (Republika Chińska); w 2014 roku chrześcijanie stanowili 4,5% społeczeństwa tajwańskiego, zaraz po buddyzmie i taoizmie. Historia chrześcijaństwa w regionie sięga XVII w., a najliczniejsze obecnie nurty – protestantyzm i katolicyzm – datują swą obecność od czasów misji europejskich w XIX w.

## Historia chrześcijaństwa na Tajwanie
Napływ misjonarzy chrześcijańskich na Tajwan można podzielić na trzy główne fale. Chrześcijaństwo pojawiło się po raz pierwszy na wyspie w czasie panowania holenderskiego w XVII wieku, razem z przybyciem protestanckich misjonarzy. W tym samym czasie misje katolickie na północy wyspy otworzyli Hiszpanie.
Kolejna fala rozpoczęła się w latach 50. XIX w., wraz z przybywaniem na wyspę brytyjskich duchownych. W 1865 roku na Tajwan przybyli angielscy misjonarze prezbiteriańscy i założyli placówkę w Tainanie. W latach 70. XIX wieku pojawili się także prezbiterianie kanadyjscy (osiedlili się w Danshui, później także w Tajpej) (do najważniejszych należał George Leslie Mackay). Do czasu przybycia Kościoła Zielonoświątkowego w 1926 roku nie było na Tajwanie innych odłamów protestantyzmu.
Znaczący rozwój chrześcijaństwa nastąpił po 1945 roku, wraz z końcem okupacji japońskiej (napływ chrześcijan i misjonarzy z Chin kontynentalnych). W roku 1955 na Tajwanie było już ok. 300 misjonarzy zagranicznych, zaś ich liczba zwiększyła się poczwórnie w ciągu pięciu lat. Podobnie wzrastała liczba konwertytów. Na początku lat 60. XX w., liczba katolików sięgała 180 tysięcy, zaś protestantów 200 tysięcy (większość stanowili prezbiterianie). Ponieważ większość misjonarzy katolickich pracowała wcześniej w Chinach kontynentalnych, skupiali się oni na ludności pochodzenia chińskiego, protestanci zaś bardziej na ludności rodzimej, wśród której odnosili też spore sukcesy. Kościół prezbiteriański po akcji „Ruchu Podwojenia Kościoła” zwiększył liczbę wyznawców do 176 tysięcy w 1964 roku. Również katolicyzm zyskał sobie sporą popularność, głównie dzięki działalności charytatywnej misjonarzy. W roku 1969 liczba członków kościoła katolickiego na Tajwanie była najwyższa i wynosiła ok. 305 tysięcy, później zaczęła się zmniejszać. W tymże roku całkowita liczba chrześcijan na Tajwanie wyniosła 540 tysięcy. Od tego czasu udział chrześcijan w społeczeństwie nie zwiększył się znacząco, co można tłumaczyć odmiennością religii chrześcijańskiej od azjatyckich religii i systemów wartości.
W 2006 roku ok. 300 tysięcy Tajwańczyków deklarowało się jako katolicy i 600 tysięcy jako protestanci. Wyznania te są najbardziej znaczące w społeczeństwie i polityce. Największym i najdłużej obecnym na wyspie odłamem protestantyzmu jest prezbiterianizm. Oprócz niego wśród protestantów tajwańskich są również m.in. baptyści, luteranie, adwentyści, mennonici i kościoły lokalne. Na wyspie są również obecni wyznawcy prawosławia, mormonizmu, Kościoła Zjednoczeniowego oraz Świadkowie Jehowy.

## Krótka charakterystyka
Chrześcijaństwo na Tajwanie charakteryzuje się włączaniem weń elementów rdzennych religii aborygeńskich, a także kultywowaniem wartości obecnych w konfucjańsko-taoistycznym kręgu kulturowym. Ma też spory wpływ na politykę, mimo stosunkowo niewielkiej liczby wyznawców (poszczególne odłamy popierają, nierzadko materialnie, dane partie polityczne, np. kościół prezbiteriański popierał w latach 90. XX w. Demokratyczną Partię Postępową, później z tego poparcia się wycofał). Również spora część wpływowych polityków deklarowała się jako chrześcijanie, m.in. Sun Jat-sen i Czang Kaj-szek. Kościoły chrześcijańskie często wypowiadają się w kwestiach różnych problemów społecznych, szczególnie dotyczących naruszeń praw człowieka.
Kościół katolicki na Tajwanie jest przez Watykan uznawany za kościół „chiński”, tak samo jak wspólnoty z Chińskiej Republiki Ludowej; takie określenie było też zgodne z oficjalnym twierdzeniem rządu Republiki Chińskiej, że reprezentuje on całe Chiny, a nie tylko wyspę Tajwan. Ponadto do lat 70. XX w. na wyspie kształciło się niewielu kapłanów, a większość wiernych pochodziła z grupy, która po 1949 roku przybyła z kontynentu, co powodowało pewne odizolowanie kościoła od rodowitych Tajwańczyków (poza aborygenami).